# 이해익 (1905년)
이해익(李海翼, 일본식 이름: 和永博光, 1905년 ~ 1984년 9월 24일)은 일제강점기와 대한민국의 관료이다.
본관은 전주이며 한성부 출신이다. 일제 강점기에 고등문관시험에 합격하여 황주군수, 개성부윤 등을 지냈다. 한국 전쟁 때 납북된 구자옥의 뒤를 이어 제2대 경기도 지사에 올랐고, 4·19 혁명 성공 직후 농림부 장관을 역임했다. 대림그룹 가문의 딸을 며느리로 맞아들여 양가는 사돈 관계이다.
2008년에 발표된 민족문제연구소의 친일인명사전 수록예정자 명단 중 관료 부문에 포함되었다.

## 학력
- 고등문관시험 행정과 합격
- 1934년 : 일본 도호쿠 제국대학 법과 졸

## 경력
- 황해도 황주군, 신계군 군수
- 1941년 : 강원도 도청 지방과장
- 1943년 : 개성부 부윤
- 1949년 : 내무부 지방국장
- 1950년 : 경기도 지사
- 1960년 : 농림부 장관

## 참고 자료
- 이해익(李海翼) -  한국행정연구원
- 이해익(李海翼) - 국사편찬위원회
- “過渡政府 陳容을 完備” (PDF). 경향신문. 1960년 5월 2일. 1면면. 2016년 3월 8일에 원본 문서 (PDF)에서 보존된 문서. 2008년 3월 26일에 확인함.